# Åseda
För den historiska köpingskommunen, se Åseda köping.
Åseda är en tätort och centralort i Uppvidinge kommun i Kronobergs län. Orten uppstod under början av 1900-talet, som en knutpunkt för järnvägen på det småländska höglandet. Mot slutet av 1900-talet lades dock järnvägsnätet successivt ner. 2023 hade tätorten 2 713 invånare.

## Historik
Kyrkan har sitt ursprung på 1100-talet. Ortnamnet kommer från kyrkbyn, förledet innehåller ordet å, syftande på Badebodaån. Efterleden är plural form av ett ord motsvarande dialektordet sidd 'sidlänt sluttande mark (vid vatten). Ortnamnets stavning Åseda har genom tiderna förändrats och första gången det omnämnts är 1345 i Svenskt Diplomatarium band 5. Sedan dess har namnen Aseda (1429), Aaseda (1451), Oseda (1470) och Åsheda fram till 22 oktober 1927.
Under 1970-talet och 1980-talet drevs förlaget Revolt Press och tidningen Revolt – mot sexuella fördomar från Åseda, av HBT-aktivisterna Michael Holm och Geurt Staal. Med tiden kom Åseda, genom förlags- och tidningsverksamheten, att bli en knutpunkt för kontakter mellan homosexuella i Sverige och Norden, och flera europeiska HBT-tidningar och -tidskrifter trycktes i Åseda.

### Järnvägen i Åseda
Åseda är en huvudsakligen modern ort som uppstod för drygt hundra år sedan som en järnvägsknutpunkt på småländska höglandet (normalspåriga järnvägen Nässjö–Sävsjöström–Nybro och smalspårsjärnvägen Växjö–Klavreström–Virserum och så småningom till Hultsfred). Orten växte upp som järnvägsknut och hade under storhetstiden hundratals anställda vid järnvägen. Den smalspåriga banan Växjö–Åseda-Hultsfred korsade den normalspåriga Nässjö–Sävsjöström–Nybrobanan genom ett spårkors väster om stationen. Så småningom uppstod ett antal industrier knutna till läget vid järnvägen, bland annat ett mejeri som lades ned 2004 och ett antal snickerier och trävaruföretag. Orten har under de senaste decennierna blivit en pendlingsort till Växjö fem mil sydväst längs med riksväg 23. Järnvägstrafiken har under tiden försvunnit. På banan söderut mot Nybro revs spåren upp i början av 1990-talet, sydväst mot Växjö revs spåren upp 2001, norrut mot Nässjö och Vetlanda är all trafik nedlagd sedan 2002 och smalspårsbanan österut mot Virserum har tidigare hotats med upprivning.
Hösten 2006 den 23 september gick det sista motorvagnståget från Nässjö till Åseda, det bestod av rälsbussar. Bara en vecka senare visade det sig att "ännu ett sista" tåg skulle köras, det var tåg med diesellok och ånglok från Nässjö järnvägsmuseum som körde den allra sista turen till/från Åseda per järnväg på normalspår.
Smalspåret mot Virserum har det gått bättre för. Vid julmarknaden i Åseda 2005 återupptogs tågtrafiken till Hultanäs 9 kilometer norr om Åseda. Sommaren 2008 gick turisttågen i annonserad trafik fyra söndagar i juli, vilket utökades ytterligare 2009. Trafiken har sedan pågått reguljärt under sommarhalvåret samt i samband med olika evenemang i regionen, men sträckan Virserum-Hultsfred har inte haft någon persontrafik sedan augusti 1997. 

### Åseda Glasbruk
Åseda glasbruk startades i januari 1947 av ledande personer inom näringslivet i Småland och såldes vidare under samma år till Rudolph Grave och D Baugner i företaget AB Rudolph Grave. Under 1959-60 övergick ägandet helt till familjen Grave. 1974 köptes Åseda upp av Kronabruken AB som var en nybildad konstellation mellan Gullaskrufs och Skrufs Glasbruk. Även Björkshult involverades vid denna tidpunkt i Kronabruken. 
Produktionen i Åseda var till en början mest laboratorieglas, tekniskt glas samt servisglas, men övergick senare till att omfatta enbart konst- och prydnadsglas i färg med kompletterande serviser. Bo Borgström var Åseda glasbruks ansvarige designer och formgivare sedan 1960-talets början och han gav produkterna en stil med djärva färger. Åseda glasbruk sålde en stor del av sin produktion utomlands, både inom Europa men också till Nordamerika och Australien. Kronabruken AB lades ner 1978 och då såldes alla  glasbruken. Köparna av Åseda glasbruk lade ner tillverkningen i samma veva. 

### Administrativ historik
Åseda var och är kyrkby i Åseda socken och ingick från 1863 i Åseda landskommun. I denna landskommun bildades Åseda municipalsamhälle 1910  som utbröts ur landskommunen 1942 och bildade Åseda köping. Åseda landskommun inkorporerades i köpingen 1965. Åseda är sedan 1971 centralort i Uppvidinge kommun, men vissa centrala förvaltningar finns i Lenhovda och Älghult.

### Befolkningsutveckling
| Befolkningsutvecklingen i Åseda 1960–2020 | Befolkningsutvecklingen i Åseda 1960–2020 | Befolkningsutvecklingen i Åseda 1960–2020 | Befolkningsutvecklingen i Åseda 1960–2020 | Befolkningsutvecklingen i Åseda 1960–2020 |
| ----------------------------------------- | ----------------------------------------- | ----------------------------------------- | ----------------------------------------- | ----------------------------------------- |
|                                           |                                           |                                           |                                           |                                           |
| År                                        |                                           |                                           | Folkmängd                                 | Areal (ha)                                |
| 1960                                      | 1960                                      |                                           | 2 431                                     |                                           |
| 1965                                      | 1965                                      |                                           | 2 402                                     |                                           |
| 1970                                      | 1970                                      |                                           | 2 491                                     |                                           |
| 1975                                      | 1975                                      |                                           | 2 465                                     |                                           |
| 1980                                      | 1980                                      |                                           | 2 471                                     |                                           |
| 1990                                      | 1990                                      |                                           | 2 512                                     | 245                                       |
| 1995                                      | 1995                                      |                                           | 2 626                                     | 245                                       |
| 2000                                      | 2000                                      |                                           | 2 503                                     | 255                                       |
| 2005                                      | 2005                                      |                                           | 2 430                                     | 262                                       |
| 2010                                      | 2010                                      |                                           | 2 430                                     | 264                                       |
| 2015                                      | 2015                                      |                                           | 2 557                                     | 302                                       |
| 2020                                      | 2020                                      |                                           | 2 740                                     | 325                                       |
|                                           |                                           |                                           |                                           |                                           |

## Samhälle

### Ekonomi och Industri
Åsheda kommuns sparbank grundades 1886. Den uppgick 1964 i Kronobergs läns sparbank som senare blev en del av Swedbank.
Den 15 december 1902 öppnade Bankaktiebolaget Södra Sverige ett kontor i Åseda. Södra Sverige uppgick senare i Svenska Handelsbanken.

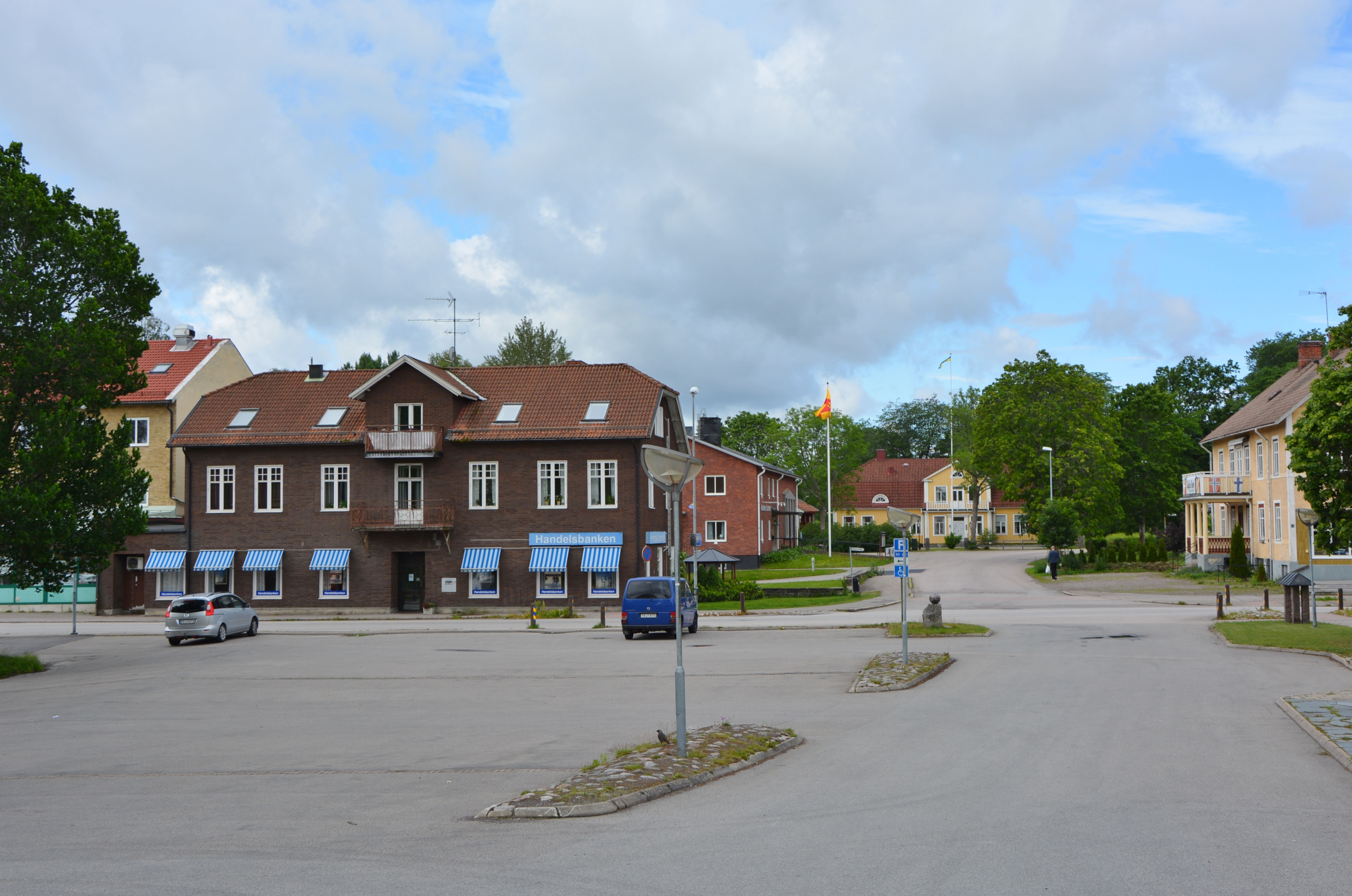
Före detta Handelsbanken i Åseda.

Handelsbanken stängde kontoret i Åseda under 2021. Nu finns det två bankkontor i Åseda, Swedbank och Högsby Sparbank.
Ekonomin i Åseda kretsar främst kring tillverkningsindustrin där bland annat ProfilGruppen AB, PG&WIP, Spaljisten AB, AB ALLT I PLÅT och F.T. Produktion AB är verksamma. SVEA Ekonomi AB har ett kontor i Åseda.

## Idrott och motion
Orientering och innebandy
Sportklubben Kexholms SK bildades 1954 i stadsdelen Kexholm i Åseda. Klubben har nått framgångar i framförallt orientering.2024 startade man upp aktiviteter för innebandy. 
Ishockey och fotboll
Idrottsföreningen Åseda IF har varit aktiv sedan 30 september 1927 och har spelat en central roll för idrotten i Åseda. Fotbollssektionen startade i april 1928 och ishockeysektionen startade år 1946.
Tennis
Åseda TK  bildades 1989.
Ridsport
Åseda RF grundades 1986. Verksamheten innefattar ridskola, träningar, tävlingar, inackordering samt häst och ryttarutbildning. 
Korpen Åseda
Korpen SM har funnits i Åseda sedan 1967. Idag har de olika aktiviteter för alla åldrar, alltifrån barngympa till paintball. 
Hälsans Hus
Hälsans Hus beläget mitt i Åseda har simhall, gym och padelbanor.